# Willem Geets

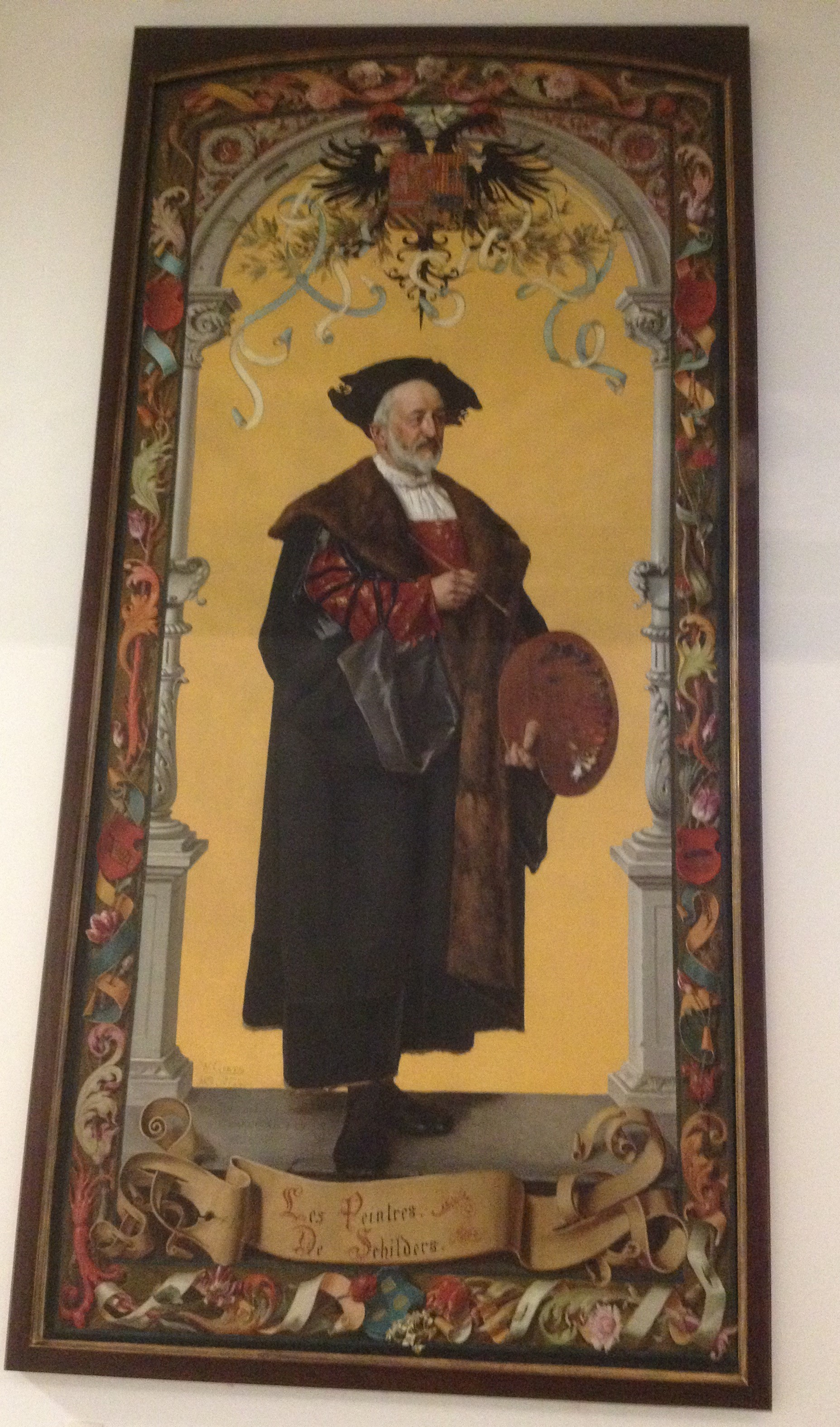
Willem Geets, autoportrait

Willem Geets, né le 20 janvier 1838 à Malines et mort le 19 janvier 1919 dans la même ville, est un peintre, aquarelliste et pastelliste belge.

## Biographie
Willem Geets naît le 20 janvier 1838 à Malines. Élève de l'Académie de Malines et de l'Académie d'Anvers, il continue ses études notamment avec Nicaise De Keyser.
Il est nommé directeur de l'Académie de Malines. En 1877 il obtient une médaille au salon de Gand et en 1893, une mention honorable à Paris.
Outre ses tableaux, Geets réalisa des cartons de tapisserie pour la manufacture Braquenié, parmi lesquels ceux des tapisseries des corporations qui se trouvent dans la salle gothique  de l'hôtel de la ville de Bruxelles (ces cartons, pour lesquels des membres de la famille Braquenié ont posé, sont exposés dans la grande salle du Musée d'Art et d'Histoire de Bruxelles) et ceux des tapisseries du Sénat, à Bruxelles.
Willem Geets meurt en 1919 dans sa commune natale.
Il épouse Émilie Anastasie Jeanne Françoise de Bruyne, fille de l'antiquaire Auguste Antoine Édouard de Bruyne. Il est le père du peintre et sculpteur Willy Geets et le beau-père de Paul Lamborelle.

## Distinction
- Chevalier de l'ordre de Léopold (7 février 1879)[3].